# 잠셰드푸르 FC
잠셰드푸르 FC (Jamshedpur FC)는 인도의 프로축구단으로 자르칸드주 잠셰드푸르 를 연고지로 하고 있다. 현재 인도 슈퍼리그에 참가하고 있다.

## 선수 명단

### 현역
참고: FIFA 자격 규정에 따라 소속된 국가대표팀 국기를 표시합니다. 선수는 복수의 FIFA 비회원국 국적을 가지고 있을 수 있습니다.
| 번호 | 포지션 | 국적       | 이름            |
| ---- | ------ | ---------- | --------------- |
| 6    | DF     | 나이지리아 | 스티븐 에제     |
| 8    | MF     |            | 타치카와 레이   |
| 10   | MF     |            | 하비 에르난데스 |

| 번호 | 포지션 | 국적 | 이름 |
| ---- | ------ | ---- | ---- |

## 역대 감독
| 감독          | 임기        |
| ------------- | ----------- |
| 세사르 페란도 | 2018 ~ 2019 |

틀:잠셰드푸르 FC 선수 명단